# Вики воли Земљу
Вики воли Земљу (енгл. Wiki Loves Earth) годишње је међународно фото-такмичење које се одржава у периоду од 1. маја до 31. јула, у организацији припадника Википедијине заједнице и локалних Викимедијиних огранака. Учесници фотографишу локална заштићена природна добра (на пример национални паркови, резервати, споменици природе и др) и постављају их на Викимедијину оставу.
Циљ овог такмичења је указивање на заштићена подручја земаља учесница са жељом подстицања људи да фотографишу те призоре и да их отпреме под слободном лиценцом, да би се те фотографија могле користити и изван Википедије.

## Историјат
Прво „Вики воли Земљу” такмичење одржано је 2013. године у Украјини као пилот-пројекат. Вођа пројекта је био Евгениј Букет. У наредним годинама такмичење је постало међународно и проширило се на остале земље. Такмичење се 2014. године раширило и изван Европе, са укупно 16 земаља учесница.
Најуспешнија година по броју послатих фотографија и броја појединачних учесника била је 2017, када је 15.704 учесника послало чак 130.482 фотографије заштићених подручја широм света. У 2021. години уведена је подела на две категорије фотографија — пејзаж и детаљ, као и специјална награда у оквиру акције „Људска права и животна средина” (енгл. Human Rights and Environment).
Према броју држава/територија које су учествовале, 2024. година је била најуспешнија са чак 56 учесница из целог света. Исте године уведена је и још једна такмичарска категорија — видео снимак.
Унеско је подржао такмичење од 2018. године, са посебним акцентом на охрабривање учесника да фотографишу резервате биосфере и геопаркове широм света. Вики воли Земљу је сестрински пројекат старијег фото-конкурса, Вики воли споменике, који се одржава од 2010. године и за циљ има фотографисање заштићених споменика културе, археолошких локалитета и културних целина.

## Досадашња издања
Од премијерног (пилот) издања фото-конкурса „Вики воли Земљу” које је било 2013. године, до 2024. године организовано је 12 пута, од тога 11 на међународном нивоу.

### Статистика учесница
По броју држава/територија најуспешнија је била 2024. година са 56 учесница. У 2017. години послато је највише фотографија и учествовао је највећи број такмичара. Укупно је 94 државе и територије учествовало најмање једном у фото-конкурсу.
| Год.  | Бр. држава/територија | Бр. фотографија | Бр. учесника |
| ----- | --------------------- | --------------- | ------------ |
| 2013. | 1                     | 9.695           | 346          |
| 2014. | 14                    | 62.541          | 2.889        |
| 2015. | 25                    | 104.201         | 8.837        |
| 2016. | 24                    | 109.936         | 13.187       |
| 2017. | 36                    | 130.482         | 15.074       |
| 2018. | 32                    | 89.683          | 7.645        |
| 2019. | 37                    | 94.699          | 9.699        |
| 2020. | 34                    | 106.020         | 9.095        |
| 2021. | 35                    | 62.491          | 4.337        |
| 2022. | 39                    | 23.889          | 1.236        |
| 2023. | 50                    | 60.941          | 3.404        |
| 2024. | 56                    | 80.100          | 3.800        |

У досадашњим издањима фото-конкурса Вики воли Земљу, највише учешћа имали су Украјина, Азербејџан, Немачка и Бразил — 11, а следе Шпанија и Непал са по 10. Тајланд је до сада учествовао девет пута, док су Шведска, Тајван (Кина), Русија, Португал и Хрватска имали по осам учешћа.

### Досадашњи победници
У досадашњим издањима фото-конкурса највише успеха имали су такмичари из Украјине, Португала и Русије са по три победничке фотографије, а следе такмичари из Турске са две победничке фотографије.

#### Фото-конкурс
| Год.  | Победник/-ци | Аутор               | Држава    | Опис подручја                                                   |
| ----- | ------------ | ------------------- | --------- | --------------------------------------------------------------- |
| 2013. |              | Krasnickaja Katya   | Украјина  | Ај-Петри, врх на Кримским планинама.                            |
| 2014. |              | Balkhovitin         | Украјина  | Национални парк Карпати, са планине Говерле.                    |
| 2015. |              | Zaeem Siddiq        | Пакистан  | Језеро Шангрила, у НП Средишњи Каракорум.                       |
| 2016. |              | Чедомир Жарковић    | Србија    | Стопића пећина у парку природе Златибор.                        |
| 2017. |              | Sergey Pesterev     | Русија    | Острво Огој на Бајкалском језеру у оквиру Прибајкалског парка.  |
| 2018. |              | Ekaterina Vasyagina | Русија    | Рт Столбчатиј на острву Кунашир у оквиру Курилског резервата.   |
| 2019. |              | Sven Damerow        | Немачка   | Врста вилиног коњица — Пругаста коњска смрт на језеру Гилпер.   |
| 2020. |              | Touhid biplob       | Бангладеш | Кестенасти чворак у националном парку Сатчари.                  |
| 2021. |              | Luis Afonso         | Португал  | Плажа у националном парку Синтра—Кашкаиш. [пејзаж]              |
| 2021. |              | Мария Обидина       | Русија    | Пуж у парку Ропшинскиј. [детаљ/макро]                           |
| 2022. |              | Neide José Paixão   | Португал  | Острво Сима на Зеленортским Острвима. [пејзаж]                  |
| 2022. |              | Mkrc85              | Турска    | Обични камелеон у националном парку Капичам. [детаљ/макро]      |
| 2023. |              | Nuno Luís           | Португал  | Парк природе Југоисточни Алентежано и Кошта Висентина. [пејзаж] |
| 2023. |              | Сергій Мірошник     | Украјина  | Инсект у резервату Била Диброва. [детаљ/макро]                  |
| 2024. |              | Rotadefterim        | Турска    | Језеро Бурдур у истоименој провинцији. [пејзаж]                 |
| 2024. |              | MicheleIlluzzi      | Италија   | Јелен у националном парку Абруци, Лацио и Молизе. [детаљ/макро] |

#### Видео-конкурс
У категорији видео-снимак Украјина је најуспешнија, а до сада је одржано такмичење само једном, 2024. године.
| Год.  | Победник/-ци | Аутор           | Држава   | Опис подручја                                |
| ----- | ------------ | --------------- | -------- | -------------------------------------------- |
| 2024. |              | Матвіїв Любомир | Украјина | Фауна Серетског хидролошког резервата.       |
| 2024. |              | Матвіїв Любомир | Украјина | Чапља у Чистиливском орнитолошком резервату. |
| 2024. |              | Матвіїв Любомир | Украјина | Парење птица у Тернопилског региону.         |

## Такмичење у Србији
У Србији је такмичење организовано шест пута. Прво учешће било је 2014. године, а последњи пут 2024. Највише послатих фотографија било је 2024, када их је на конкурс пристигло 3.517. Најмасовније издање по броју учесника било је 2016. године — 138 такмичара. Конкурс се од 2023. године заједнички организује у сарадњи са Заводом за заштиту природе Србије и Покрајинским заводом за заштиту природе.
| Год.  | Бр. фотографија | Бр. учесника |
| ----- | --------------- | ------------ |
| 2014. | 785             | 46           |
| 2015. | 827             | 50           |
| 2016. | 1590            | 138          |
| 2017. | 1566            | 93           |
| 2023. | 2655            | 85           |
| 2024. | 3517            | 96           |

### Досадашњи победници у Србији
На укупно шест локалних издања „Вики воли Земљу”, највише успеха до сада имао је аутор Владимир Мијаиловић, са две победе — 2016. и 2024. Владимир је освојио и петнаесто место на међународном нивоу 2016. године.
| Год.  | Победник | Аутор               | Опис подручја                                   |
| ----- | -------- | ------------------- | ----------------------------------------------- |
| 2014. |          | Снежана Лукић       | Специјални резерват природе Слано Копово.       |
| 2015. |          | Palolem             | Парк природе Голија.                            |
| 2016. |          | Владимир Мијаиловић | Национални парк Тара.                           |
| 2017. |          | Маја Стошић         | Парк природе Кучај-Бељаница.                    |
| 2023. |          | Милош Крстић        | Парк природе Стара планина.                     |
| 2024. |          | Владимир Мијаиловић | Парк природе Шарган — Мокра Гора. [фотографија] |
| 2024. |          | Марко Декић         | Парк природе Голија. [видео-снимак]             |

### Специјалне награде
Од 2023. године у оквиру фото-конкурса Вики воли Земљу у Србији, додељују се и специјалне награде од стране оба Завода. Завод за заштиту природе Србије додељује посебну награду у категорији „најлепша фотографија заштићене врсте”, а Покрајински завод за заштиту природе у категорији „најлепша фотографија са простора АП Војводине”. Само 2023. године додељена је и специјална награда у категорији „најлепша макро-фотографија”. До сада је највиша успеха имао аутор Иван Буквић, који је уједно и једини добијао награде у свим категоријама.
| Год.  | Победник | Аутор       | Опис                                                                           |
| ----- | -------- | ----------- | ------------------------------------------------------------------------------ |
| 2023. |          | Иван Буквић | Орао белорепан. Специјални резерват природе Тителски брег. [макро фотографија] |
| 2023. |          | Иван Буквић | Белоглави суп. Специјални резерват природе Увац. [заштићена врста]             |
| 2023. |          | Иван Буквић | Орао белорепан. Специјални резерват природе Тителски брег. [АП Војводина]      |
| 2024. |          | Иван Буквић | Црна жуна. Предео изузетних одлика Ада Циганлија. [заштићена врста]            |
| 2024. |          | Иван Буквић | Пчеларице. Специјални резерват природе Тителски брег. [АП Војводина]           |

### Међународни успеси
Србија је 2016. године освојила прво место на међународном нивоу са фотографијом Стопића пећине, аутора Чедомира Жарковића. Исте године освојено је и 15. место на свету, са фотографијом кањона Раче, аутора Владимира Мијаиловића.
- Прво место 2016. године
- Петнаесто место 2016. године
- Треће место 2023. године (ЉПиЖС)
- Друго место 2024. године (видео)

Након повратка локалног такмичења, 2023. године фотографија рибара на језеру на Фрушкој гори, аутора Вање Ковача освојила је треће место у оквиру кампање „Људска права и животна средина”. У премијерном издању категорије видео-снимак, кадрови парка природе Голија, аутора Марка Декића освојили су друго место на светском нивоу 2024. године.